# Matty Lee
Matthew « Matty » Lee (né le 5 mars 1998) est un plongeur britannique.

## Carrière
Il remporte la médaille d'argent en plongeon synchronisé mixte (plate-forme de 10 m) aux championnats du monde de natation 2017 avec Lois Toulson.
En 2019, il remporte la médaille de bronze en plongeon synchronisé mixte (plate-forme de 10 m)  aux championnats du monde de natation 2019 avec Tom Daley. Avec le même partenaire, il gagne le titre olympique à Tokyo en 2021.

## Palmarès

### Jeux olympiques
- Jeux olympiques d'été de 2020 à Tokyo  Japon
  -  Médaille d’or en plongeon synchronisé à 10 mètres hommes (avec Tom Daley)

### Championnats du monde
- Championnats du monde 2017 à Budapest :
  -  Médaille d'argent du plongeon synchronisé mixte à 10 m (avec Lois Toulson).
- Championnats du monde 2019 à Gwangju :
  -  Médaille de bronze du plongeon synchronisé à 10 m (avec Tom Daley).

### Championnats d'Europe
- Championnats d'Europe de natation 2016 à Londres :
  -  Médaille d'argent du plongeon synchronisé mixte à 10 m (avec Georgia Ward).
  -  Médaille de bronze du plongeon par équipe mixte.
- Championnats d'Europe de plongeon 2017 à Kiev :
  -  Médaille d'or du plongeon synchronisé mixte à 10 m (avec Lois Toulson).
  -  Médaille de bronze du plongeon individuel à 10 m.
- Championnats d'Europe de natation 2018 à Glasgow :
  -  Médaille d'argent du plongeon synchronisé mixte à 10 m (avec Lois Toulson).
- Championnats d'Europe de natation 2020 à Budapest :
  -  Médaille d'or du plongeon synchronisé à 10 m (avec Tom Daley).

### Jeux européens
- Jeux européens de 2015 à Bakou :
  -  Médaille d'or du plongeon individuel à 10 m.